# Сейдъявврь (природный парк)
Сейдъя́вврь — государственный природный парк регионального значения на Кольском полуострове Мурманской области (до 2024 года комплексный заказник).

## География
Расположен в центральной части полуострова на территории Ловозерского района между озёрами Ловозеро и Умбозеро в центральной части Ловозерских тундр. Включает в себя территорию озера Сейдозеро (саам. Сейдъявврь) и прилегающих каньонов впадающих в озеро рек и ручьёв (Эльморайок, Мочесуай, Сейдуай, Сейдъявйок — протока из Сейдозера в Ловозеро, Чивруай и другие).
Точные границы бывшего заказника — кварталы 426—429, 454—457, 458 (исключая акваторию озера Ловозеро), 474—475 Ловозерского лесничества Ловозерского лесхоза (нумерация кварталов по лесоустройству 1986 года). Граница бывшего заказника «Сейдъявврь» проходила по внешним по отношению к заказнику границам квартальных просек. Площадь охраняемых земель заказника составляла 174 км².
Границы природного парка стали включать более широкую территорию.

## Описание
Основные целями заказника являлись: сохранение редких видов зверей, птиц и растений, проведение научно-исследовательских работ и мероприятий по сохранению животного мира и культурных объектов заказника, защита самобытной среды обитания местных жителей — саамов и сохранение общего экологического баланса.
Главным объектом природного парка является озеро Сейдозеро, небольшое, всего 8 на 2,5 километра. Окружающие озеро горы Ловозерских тундр создают здесь свой собственный микроклимат, отличный от обычной полярной природы. Озеро почиталось среди саамов, как священное, здесь, на северо-западном берегу озера, находится один из самых примечательных памятников саамской культуры — сейд «Куйва». Сейд представляет собой изображение размером 70 на 30 метров на прилегающей к озеру скале.
Растительность природного парка представлена в первую очередь тундрой с небольшими вкраплениями берёзовых лесов и ельников в котловине Сейдозера. Распространённые растения — в березняках : карликовая берёза, ивы, голубика, филлодоце голубая (Phyllodoce coerulea), осока и иван-чай, вдоль речек и ручьёв: европейская купальница, лесная герань, лапландский золотарник, в тундровых участках: вороника, черника, голубика, дриада точечная, смолёвка бесстебельная, полярная ива, лишайники рода кладония, сибирский можжевельник, камнеломки, альпийская манжетка, киерия Штарка, дитрихумы и другие. Из редких видов растений: лишайник дерматокарпон грязно-бурый, мхи аталамия бесцветная и полия сизоватая, из сосудистых — кастиллея лапландская, смолёвка скальная, арника альпийская арника фенноскандская, лапландский мак, криптограмма курчавая, из деревьев — ива монетовидная и рябина Городкова.
Попасть в природный парк Сейдъявврь можно добравшись автобусом из Мурманска или Оленегорска до посёлка Ревда, находящегося всего в двух километрах к северу и связанного с Сейдозером зимником.

## Статус

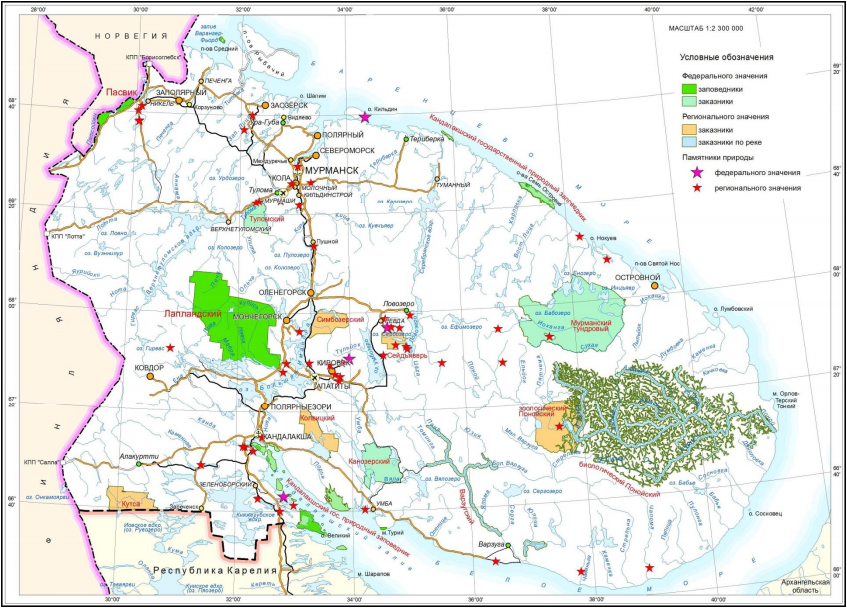
Бывший заказник на карте Мурманской области

Образован 24 ноября 1982 года под названием «заказник Сейдозерский» постановлением Исполнительного комитета Мурманского областного совета народных депутатов. Однако, после перестройки заказник начал приходить в запущение, избушка лесника была разрушена, отсутствовала надлежащая охрана, браконьеры беспрепятственно охотились и рыбачили в озере. В 2002 году Кольским центром охраны дикой природы и Общественной организацией саамов Мурманской области был подготовлен законопроект о реорганизации заказника, подписанный 31 марта 2003 года губернатором Мурманской области. Границы заказника остались прежними, но усилилась его охрана, был организован штат егерей.
По новому постановлению на территории заказника запрещено: выпас скота, вырубка деревьев, промышленная деятельность и любые действия, ведущие к загрязнению земель Сейдъяввра. В свою очередь, не возбраняется: сбор ягод и грибов, спортивный и любительский лов рыбы, посещение и пребывание на территории заказника, разведение костров в специально отведённых для этого местах.
5 июля 2024 года расширен и преобразован в природный парк.